# Réserve nationale stratégique d'urgence
La Réserve nationale stratégique d'urgence (RNSU), aussi appelé Système de la réserve nationale d'urgence (SRNU), est un ensemble de ressources à la fois matérielles et logistiques qui peut être déployé par le gouvernement du Canada quand une province canadienne en fait la demande lorsqu'elle est incapable de répondre efficacement à une situation où la santé de la population est en danger (exemples : des « éclosions de maladies infectieuses, des catastrophes naturelles »).

## Description
En 2020, la RNSU est sous la responsabilité de l'Agence de la santé publique du Canada. Elle maintiendrait un entrepôt central à Ottawa et huit autres entrepôts ailleurs au Canada. Selon une autre source, ça serait plutôt deux entrepôts à Ottawa et neuf autres ailleurs au pays. « L'emplacement exact des entrepôts et des centres est tenu secret pour des raisons de sécurité. » « La Réserve contient des fournitures pour hôpitaux telles que des lits, des [couvertures], des produits pharmaceutiques et des antibiotiques, de même que plusieurs unités médicales mobiles, qui peuvent être déployées en 24 heures pour être installées dans des immeubles existants comme des écoles et des centres communautaires. » En 2020, pour « des raisons de sécurité, l’Agence de la santé publique du Canada ne divulgue pas les détails relatifs aux stocks de la RNSU [Réserve nationale stratégique d’urgence] ». Elle doit contenir en tout temps des masques.

## Histoire
Le programme a été envisagé « dans le cadre d'un plan de protection civile en cas d'attaque nucléaire découlant de la guerre froide. » Le Système de la réserve nationale d'urgence a été créé en janvier 1952 sur autorisation du cabinet du gouvernement du Canada. Dans les années 1950 et 1960, il n'y avait qu'un seul entrepôt. En 1964, la menace d'une attaque nucléaire s'étant estompée, le nombre d'entrepôt a été augmenté et la SRNU a vu sa mission élargie pour répondre à des catastrophes diverses. 
En 1967, la RNSU comprenait des « hôpitaux d'urgence » dotés ensemble de 200 lits. Un centre pouvait traiter jusqu'à « 500 blessés », et une unité pouvait donner les premiers soins à « 500 accidentés ». Dans les années 1960, peu importe les raisons de l'usage du matériel du RNSU, il demeurait la propriété du gouvernement du Canada. Toujours dans ces années, les hôpitaux qui souhaitent recevoir et utiliser des Hospital Disaster Supplies Kits (littéralement, « ensembles de fourniture d'hôpital pour désastre ») doivent produire un plan en cas de désastre qui doit être approuvé par les autorités médicales provinciales.
La RNSU a notamment été déployée lors de l'épidémie canadienne de H1N1 en 2009, les inondations de l'Alberta en 2013, l'accueil d'une vague de réfugiés syriens en 2015-2016 et l'incendie de Fort McMurray en Alberta.
Le 25 mars 2020, à cause de la pandémie de maladie à coronavirus de 2020 au Canada, elle est déployée à l'Île-du-Prince-Édouard.